# II liga polska w hokeju na lodzie (1991/1992)
II liga polska w hokeju na lodzie 1991/1992 – 37. sezon drugiego poziomu ligowego hokeja na lodzie w Polsce. Został rozegrany na przełomie 1991 i 1992 roku.

## Sezon zasadniczy
Uczestnicy II ligi zostali podzieleni na dwie grupy - Północną i Południową. Przebieg sezonu zasadniczego ustalono od 12 października 1991 w Grupie Południowej i od 15 listopada 1991 w Grupie Północnej, zaś został zakończony w obu grupach 8 lutego 1992. W sezonie zasadniczym w obu grupach zespoły rozegrały po dwie rundy.
Do rozgrywek II ligi 1991/1992 przystąpiło 12 uczestników, z czego sześć stanowiło drużyny rezerwowe klubów I ligi w sezonie 1991/1992.

### Grupa Północna
Pierwotnie w Grupie Północnej miało uczestniczyć pięć zespołów, jednak z udziału wycofał się ŁKS Łódź, wobec czego grupa liczyła cztery drużyny (Polonia Bydgoszcz, Stoczniowiec Gdańsk, Towimor II Toruń, Znicz Pruszków).
| - 15.XI.1991: - Towimor II Toruń – Stoczniowiec Gdańsk 5:7 (2:1, 3:3, 0:3) - Polonia Bydgoszcz – Znicz Pruszków 2:2 (1:1, 0:0, 1:1) - 23.XI.1991: - Stoczniowiec Gdańsk – Polonia Bydgoszcz 7:1 (3:1, 4:0, 0:0) - Znicz Pruszków – Towimor II Toruń 4:1 (1:0, 1:0, 2:1) - 30.XI.1991: - Znicz Pruszków – Stoczniowiec Gdańsk 0:4 (0:3, 0:1, 0:0) - Polonia Bydgoszcz – Towimor II Toruń 3:3 (0:1, 2:0, 1:2) - 07.XII.1991: - Stoczniowiec Gdańsk – Towimor II Toruń 8:1 (1:0, 4:0, 3:1) - Znicz Pruszków – Polonia Bydgoszcz 3:5 (1:1, 2:1, 0:3) - 14.XII.1991: - Polonia Bydgoszcz – Stoczniowiec Gdańsk 2:4 (1:0, 2:0, 2:1) - Towimor II Toruń – Znicz Pruszków 2:1 (0:0, 0:1, 2:0) - 21.XII.1991: - Stoczniowiec Gdańsk – Znicz Pruszków 5:1 (1:0, 1:1, 3:0) - Towimor II Toruń – Polonia Bydgoszcz 5:4 - 11.I.1992: - Stoczniowiec Gdańsk – Polonia Bydgoszcz 11:0 (2:0, 2:0, 7:0) - Znicz Pruszków – Towimor II Toruń |                     | - 18.I.1992: - Polonia Bydgoszcz – Towimor II Toruń 3:5 - 25.I.1992: - Stoczniowiec Gdańsk – Towimor II Toruń 2:5 (0:2, 1:2, 1:1) - Polonia Bydgoszcz – Znicz Pruszków 8:6 (2:3, 1:1, 5:2) - 01.II.1992: - Polonia Bydgoszcz – Stoczniowiec Gdańsk 3:5 (1:1, 1:0, 1:4) - Towimor II Toruń – Znicz Pruszków 5:8 (2:1, 1:2, 2:5) - 08.II.1992: - Towimor II Toruń – Znicz Pruszków 10:4 - Stoczniowiec Gdańsk – pauza - Stoczniowiec Gdańsk – Znicz Pruszków 10:0 (4:0, 3:0, 3:0) \| Lp. \| Zespół \| M \| Pkt \| W \| R \| P \| G + \| G - \| +/- \| \| --- \| ------------------- \| -- \| --- \| -- \| - \| - \| --- \| --- \| --- \| \| 1 \| Stoczniowiec Gdańsk \| 11 \| 24 \| 20 \| \| \| 67 \| 20 \| +47 \| \| 2 \| Towimor II Toruń \| 11 \| 11 \| \| \| \| 44 \| 48 \| -4 \| \| 3 \| Polonia Bydgoszcz \| 11 \| 8 \| \| \| \| 35 \| 54 \| -19 \| \| 4 \| Znicz Pruszków \| 11 \| 5 \| \| \| \| 32 \| 56 \| -24 \| - = kwalifikacja do eliminacji o miejsce w I lidze |     |    |   |   |     |     |     |
| Lp. | Zespół              | M | Pkt | W  | R | P | G + | G - | +/- |
| 1 | Stoczniowiec Gdańsk | 11 | 24  | 20 |   |   | 67  | 20  | +47 |
| 2 | Towimor II Toruń    | 11 | 11  |    |   |   | 44  | 48  | -4  |
| 3 | Polonia Bydgoszcz   | 11 | 8   |    |   |   | 35  | 54  | -19 |
| 4 | Znicz Pruszków      | 11 | 5   |    |   |   | 32  | 56  | -24 |

### Grupa Południowa
Do rozgrywek w Grupie Południowej przystąpiło ośmiu uczestników (Górnik 1920 II Katowice, KTH Krynica, MOSiR Sosnowiec, Naprzód II Janów, Podhale II Nowy Targ, Polonia Samex II Bytom, STS Sanok, Unia II Oświęcim), z których pięć stanowiło drużyny rezerwowe klubów I ligi 1991/1992. W trakcie sezonu z rozgrywek został wycofany zespół MOSiR Sosnowiec.
| - I kolejka – 12.X.1991: - Unia II Oświęcim – STS Sanok 9:10 (3:5, 2:2, 4:3) - wygrana Naprzodu II Janów - II kolejka – 19.X.1991: - STS Sanok – Polonia Samex II Bytom 7:2 (4:2, 1:0, 2:0) - Podhale II Nowy Targ – Górnik 1920 II Katowice 1:2 - MOSiR Sosnowiec – Unia II Oświęcim 5:10 - KTH Krynica – Naprzód II Janów 19:1 - III kolejka – 20.X.1991: - STS Sanok – Naprzód II Janów 10:2 (1:1, 4:1, 5:0) - KTH Krynica – Polonia Samex II Bytom 11:5 - IV kolejka – 26.X.1991: - Naprzód II Janów – STS Sanok 3:10 (0:4, 1:4, 2:2) - Górnik 1920 II Katowice – KTH Krynica 7:6 - MOSiR Sosnowiec – Podhale II Nowy Targ 3:6 - Polonia Samex II Bytom – Unia II Oświęcim 7:2 - V kolejka – 27.X.1991: - Górnik 1920 II Katowice – STS Sanok 6:8 (3:4, 2:1, 1:3) - VI kolejka – 16.XI.1991: - STS Sanok – MOSiR Sosnowiec - KTH Krynica – Podhale II Nowy Targ 5:4 - Naprzód II Janów – Unia II Oświęcim 3:11 - Górnik 1920 II Katowice – Polonia Samex II Bytom 7:0 - VII kolejka – 17.XI.1991: - STS Sanok – Podhale II Nowy Targ 5:0 (3:0, 0:0, 2:0) - VIII kolejka – 30.XI.1991: - KTH Krynica – Stal Sanok 1:3 (0:1, 0:1, 1:1) |                 | - I kolejka – 07.XII.1991: - STS Sanok – Unia II Oświęcim 9:1 (4:1, 3:0, 2:0) - II kolejka – 14.XII.1991: - Polonia Samex II Bytom – Stal Sanok 0:15 (0:6, 0:3, 0:6) - III kolejka – 04.I.1992: - KTH Krynica – Górnik 1920 II Katowice 15:4 - IV kolejka – 05.I.1992: - STS Sanok – Górnik 1920 II Katowice 9:4 (3:2, 5:1, 1:1) - V kolejka – 18.I.1992: - MOSiR Sosnowiec – STS Sanok - VI kolejka – 01.II.1992: - Podhale II Nowy Targ – STS Sanok 3:22 (1:7, 2:7, 0:8) - VII kolejka – 08.II.1992: - Stal Sanok – KTH Krynica 17:5 (4:1, 6:0, 7:4) \| Lp. \| Zespół \| M \| Pkt \| W \| R \| P \| G + \| G - \| +/- \| \| --- \| --------------- \| -- \| --- \| -- \| - \| - \| --- \| --- \| --- \| \| 1 \| STS Sanok \| 14 \| 28 \| 14 \| 0 \| 0 \| 135 \| 36 \| +99 \| \| 2 \| KTH Krynica \| \| \| \| \| \| \| \| \| \| 3 \| ? \| \| \| \| \| \| \| \| \| \| 4 \| ? \| \| \| \| \| \| \| \| \| \| 5 \| ? \| \| \| \| \| \| \| \| \| \| 6 \| ? \| \| \| \| \| \| \| \| \| \| 7 \| ? \| \| \| \| \| \| \| \| \| \| 8 \| MOSiR Sosnowiec \| \| \| \| \| \| \| \| \| - = kwalifikacja do eliminacji o miejsce w I lidze - = wycofanie z rozgrywek - Bilans STS Sanok uwzględnia dwa walkowery za mecze z MOSiR Sosnowiec (5:0 i 5:0). |     |    |   |   |     |     |     |
| Lp. | Zespół          | M | Pkt | W  | R | P | G + | G - | +/- |
| 1 | STS Sanok       | 14 | 28  | 14 | 0 | 0 | 135 | 36  | +99 |
| 2 | KTH Krynica     | |     |    |   |   |     |     |     |
| 3 | ?               | |     |    |   |   |     |     |     |
| 4 | ?               | |     |    |   |   |     |     |     |
| 5 | ?               | |     |    |   |   |     |     |     |
| 6 | ?               | |     |    |   |   |     |     |     |
| 7 | ?               | |     |    |   |   |     |     |     |
| 8 | MOSiR Sosnowiec | |     |    |   |   |     |     |     |

## Eliminacje do I ligi
Do rozgrywki o mistrzostwo II ligi, jednocześnie stanowiącej eliminacje o awans do I ligi, kwalifikowały się - podobnie jak w poprzednim sezonie - po dwie pierwsze drużyny w obu grupach. W odróżnieniu od zeszłorocznej edycji w inny sposób przeprowadzono etap półfinałowy (w sezonie 1990/1991 pary półfinałowe stanowiły zespoły z miejsc 1 i 2 oraz 2 i 1 naprzemiennie w grupach), planując w tej fazie rywalizację pomiędzy zespołami z tej samej grupy. Zwycięzcy w tym etapie kwalifikowali się do finału, a zarazem eliminacji do I ligi (pierwotnie mecze półfinałowe miały być uwzględnione w bilansie tabeli grupowej, jednak po zmianie formuły półfinały uznano za osobny etap fazy play-off). Zarówno półfinały, jak i finał, toczyły się systemem czterech meczów (dwa mecze na lodowisku pierwszego zespołu w dni sobota-niedziela oraz rewanż na obiekcie rywala w analogiczny sposób). Do półfinałów w Grupie Północnej przystąpiła sklasyfikowana na trzecim miejscu Polonia Bydgoszcz (drugie miejsce zajął rezerwowy zespół Towimoru Toruń).

### Półfinały
- 15-16.II.1992[41][42]:
  - KTH Krynica – STS Sanok 4:8 (0:1, 2:3, 2:4), 1:2 (1:0, 0:0, 0:2)
  - Polonia Bydgoszcz – Stoczniowiec Gdańsk
- 22-23.II.1992[43][44][45]:
  - STS Sanok – KTH Krynica 13:2 (3:1, 4:1, 6:0), 15:4 (6:3, 4:1, 5:0)
  - Stoczniowiec Gdańsk – Polonia Bydgoszcz 12:2 (2:0, 3:2, 7:0), 7:1 (3:1, 2:0, 2:0)

### Finał
Pierwsze dwa spotkania pomiędzy Stoczniowcem i STS odbyły się w dniach 7-8 marca 1992 w Gdańsku.
| 07 marca 1992 | Stoczniowiec Gdańsk | 6:6 | STS Sanok | Hala Olivia, Gdańsk |

|                                                                        | Leszek Kosiński 2' Leszek Kosiński 3' Leszek Janowicz 8' Jarosław Zawadzki 25' Leszek Janowicz 29' Jarosław Zawadzki 57' | (3:0, 2:4, 1:2)                                               | 21' Zbigniew Niedośpiał 33' Zygmunt Wójcik 38' Władimir Mielenczuk 40' Marian Guzy 41' Władimir Mielenczuk 53' Zygmunt Wójcik | Widzów: 2000 Sędzia główny: Matuszak (Bydgoszcz) |
| 20 min. kar (oraz kara meczu dla Sylwestra Bagińskiego za bójkę w 23') | | 18 min. kar (oraz kara meczu dla Macieja Bara za bójkę w 23') | | Widzów: 2000 Sędzia główny: Matuszak (Bydgoszcz) |

| 08 marca 1992 | Stoczniowiec Gdańsk | 2:2 | STS Sanok | Hala Olivia, Gdańsk |

|            | Leszek Janowicz 40' (PP) Andrzej Szłapka 40' | (0:0, 2:1, 0:1) | 32' Piotr Lisowski 43' Władimir Mielenczuk (SH) | Sędzia główny: Matuszak (Bydgoszcz) |
| ? min. kar |                                              | ? min. kar      |                                                 | Sędzia główny: Matuszak (Bydgoszcz) |

Rewanżowe dwa spotkania finału pomiędzy STS i Stoczniowcem odbyły się w dniach 14-15 marca 1992 w Sanoku.
| 14 marca 1992 | STS Sanok | 1:3 | Stoczniowiec Gdańsk | Torsan, Sanok |

| Godzina: 17:00 | Marian Guzy 38' | (0:0, 1:1, 0:2) | 3?' Andrzej Szłapka (PP) 54' Leszek Kosiński 58' Leszek Janowicz | Widzów: ok. 3500-4000 |
| Godzina: 17:00 | ? min. kar      |                 | ? min. kar                                                       | Widzów: ok. 3500-4000 |

| 15 marca 1992 | STS Sanok | 9:0 | Stoczniowiec Gdańsk | Torsan, Sanok |

| Godzina: 17:00 | Arkadiusz Burnat 17' Zygmunt Wójcik 21' Zbigniew Niedośpiał 25' Władimir Mielenczuk 32' Andrzej Ryniak 34' Zygmunt Wójcik 36' Władimir Mielenczuk 40' Arkadiusz Burnat 48' Piotr Milan 59' | (1:0, 6:0, 2:0) |            | Widzów: ok. 4000 |
| Godzina: 17:00 | ? min. kar |                 | ? min. kar | Widzów: ok. 4000 |

Mistrzostwo II ligi edycji 1991/1992 i jednocześnie awans do I ligi w sezonie 1992/1993 uzyskał zespół STS Sanok. W sierpniu 1992 Wydział Ligi PZHL postanowił, że do najwyższych rozgrywek w kolejnym sezonie został także przyjęty finalista II ligi, Stoczniowiec Gdańsk, wskutek wycofania z I ligi drużyny Zofiówki Jastrzębie.

## Skład triumfatorów
Skład drużyny mistrzowskiej – STS Sanok w sezonie 1991/1992: Władimir Mielenczuk (grający I trener), Walerij Usolcew (grający asystent trenera), Jerzy Bocoń, Piotr Drwięga, Sławomir Trelka, Witold Bańkosz (bramkarze), Zygmunt Wójcik (kapitan), Arkadiusz Burnat, Piotr Lisowski, Zbigniew Niedośpiał, Dariusz Oberc, Wojciech Zubik, Andrzej Ryniak, Jan Ryniak, Adam Milczanowski, Marian Guzy, Czesław Radwański, Piotr Milan, Grzegorz Mermer, Jacek Jakubaszek, Robert Brejta, Dariusz Brejta, Maciej Bar, Mieczysław Żądło.